# Vincent Macaigne
Vincent Macaigne (* 19. října 1978 Paříž) je francouzský herec, režisér a dramatik. Je íránsko-francouzského původu a má staršího bratra, který pracuje jako soudní lékař. V letech 1999 až 2002 studoval na pařížské akademii CNSAD. Svou první hru uvedl v roce 2004. Později napsal několik dalších her a v divadle rovněž hrál. V roce 2011 režíroval krátký film Ce qu'il restera de nous. Roku 2015 následoval jeho první celovečerní snímek Dom Juan & Sganarelle. Hrál například ve filmech Un été brûlant (2011), 2 automnes 3 hivers (2013) a Agnus dei (2016).